# Unterradl
Unterradl ist eine Ortschaft und eine Katastralgemeinde in der Marktgemeinde St. Margarethen an der Sierning in Niederösterreich. Zum 1. Jänner 2024 gab es in Unterradl 77 Einwohner.

## Geografie
Das Dorf liegt drei Kilometer südwestlich von St. Margarethen an der Straße von Oberradl und Mitterradl nach Kleinsierning. Durch den westlichen Teil des Ortes fließt der Radlbach. Zur Ortschaft zählt auch der Weiler Grabenhof.

## Geschichte
Im Franziszeischen Kataster von 1822 ist Unterradl als Haufendorf und einigen kleinen Gehöften verzeichnet.
Laut Adressbuch von Österreich waren im Jahr 1938 in Unterradl ein Gastwirt, ein Schmied und einige Landwirte ansässig.